# نشر ربعي

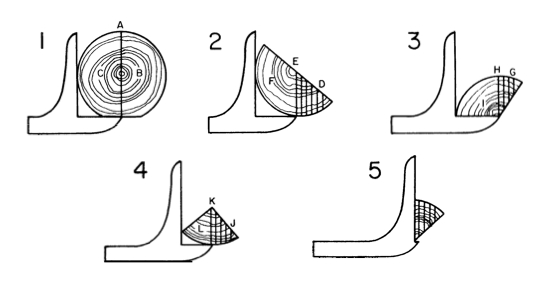

النشر الربعي هي طريقة في النجارة لنشر شعاعي للأخشاب من أجل إظهار علامات جذابة والحد من انكماش الحبوب والألياف في الألواح.
تتمتع الألواح المنشورة الربعية بقدرة أكبر على الاستقرار من حيث الشكل والحجم، والانكماش عبر العرض، والاهتزاز والانقسام، والصفات الجيدة الأخرى. في بعض الأخشاب مثل خشب البلوط تنتج الحبوب ذات تأثير زخرفية.